# Eoreuma
Eoreuma là một chi bướm đêm thuộc họ Crambidae.